# Diocèse de Kalay
Le diocèse de Kalay (en latin: Dioecesis Kalayensis) est un siège épiscopal de l'Église catholique en Birmanie, suffragant de l'archidiocèse de Mandalay. En 2013, il comptait 54.753 baptisés pour 912.152 habitants. Il est tenu par Mgr Felix Lian Khen Thang.

## Territoire
Le siège épiscopal se trouve à Kalaymyo, à la cathédrale Sainte-Marie.
Le territoire est subdivisé en 24 paroisses.

## Histoire
En 1856, des missionnaires italiens en Birmanie font appel aux Missions étrangères de Paris (MEP). Mgr Paul Bigandet, missionnaire dans la province de Tenasserim depuis 1838, obtint la faveur du Roi Mindon Min par son entregent et sa connaissance du bouddhisme. Cela permit aux missionnaires d'aller prêcher l'Evangile chez les minorités où le bouddhisme n'avait pas pris racine. Les premières communautés chrétiennes apparaissent alors chez les Chins (Etat Chin).
En 1956, lors du centenaire de l'arrivée de Mgr Bigandet et la fondation d'un grand séminaire, l'Église birmane se réunit en un Congrès eucharistique réunissant 50 000 fidèles. Les 40 délégués Chins se distinguèrent par leur joie ébaudie.
En 1962, l'armée prend le pouvoir. Elle expulse tous les missionnaires étrangers dans le pays. Les prêtres des Missions étrangères de Paris très présents dans les Chins Hills doivent laisser leurs paroissiens. 
Le diocèse est érigé le 22 mai 2010 par la bulle Ad aptius fovendum de Benoît XVI, recevant son territoire du diocèse de Hakha.
En 2015, profitant d'un assouplissement de la junte militaire et très marqué par les missionnaires MEP, l'évêque Mgr Felix Lian Khen Thang, a demandé que deux prêtres des MEP Missions étrangères de Paris reviennent en Birmanie pour le diocèse de Kalaymyo. 
Cinquante-trois ans après leurs expulsions, les prêtres des MEP sont de retour dans le pays.

## Ordinaires
- Felix Lian Khen Thang, depuis mai 2010

## Éducation
Avec le coup d'État de 1962, l'armée a nationalisé l'enseignement. Toutes les écoles tenues par l'Église birmane furent confisquées. 
Depuis quelques années, le gouvernement se libéralise. Il a de nouveau autorisé l'éducation privée. Le diocèse de Kalaymyo a ouvert l'école primaire Saint Patrick School. Il y a quatre classes de trois niveaux. Une classe de petite section pour les 4-5 ans (pré-kindergarten), une classe de moyenne section/grande section pour les 5-6 ans (Kindergarden), une classe de grande section/ CP pour les 6-7 ans (First grade), une classe de CP-CE1 (Second grade) pour les 7-8 ans.
Bien que catholique, l'école accueille aussi des enfants de confession protestante et bouddhiste. Mais 80% des enfants restent de confession catholique.
L'école Saint Patrick school utilise la pédagogie Montessori.
Il y a aussi le petit séminaire. D'abord il y a le Sacred Heart Seminary qui accueille des jeunes lycéens. Ils vont étudier au lycée public la journée. Le soir ils étudient au petit séminaire. Il y a ensuite l'Assumption intermediate Minor Seminary qui  accueille des jeunes garçons âgé de 17 à 24 ans. Certains sont en discernement de la vocation sacerdotale, d'autres continuent leurs études à l'université.
Les séminaristes vivent sur place. Cela permet aux jeunes venant des montagnes d'avoir accès à l'enseignement supérieur. 
Les jeunes vivent en communauté. Ils prient, déjeunent et dorment ensemble. Ils doivent entretenir les locaux et le potager qu'ils cultivent.  

## Statistiques
En 2013, le diocèse comptait 54.753 baptisés pour 912.152 habitants (6%), 42 prêtres dont 2 réguliers,	2 religieux et 74 religieuses dans 24 paroisses.